# Nazionale femminile di calcio dell'Austria
La nazionale di calcio femminile dell'Austria è la rappresentativa calcistica femminile internazionale dell'Austria, gestita dalla locale federazione calcistica (ÖFB).
In base alla classifica emessa dalla FIFA il 13 dicembre 2024, la nazionale femminile occupa il 18º posto del FIFA/Coca-Cola Women's World Ranking.
Come membro dell'UEFA partecipa a vari tornei di calcio internazionali, come al Campionato mondiale FIFA, Campionato europeo UEFA, ai Giochi olimpici estivi e ai tornei a invito come l'Algarve Cup e la Cyprus Cup.
Attiva dal 1990, ha conquistato il suo primo trofeo nell'edizione 2016 della Cyprus Cup e l'anno seguente si è qualificata per la prima volta alla fase finale del campionato europeo 2017, concluso col raggiungimento delle semifinali.

## Storia

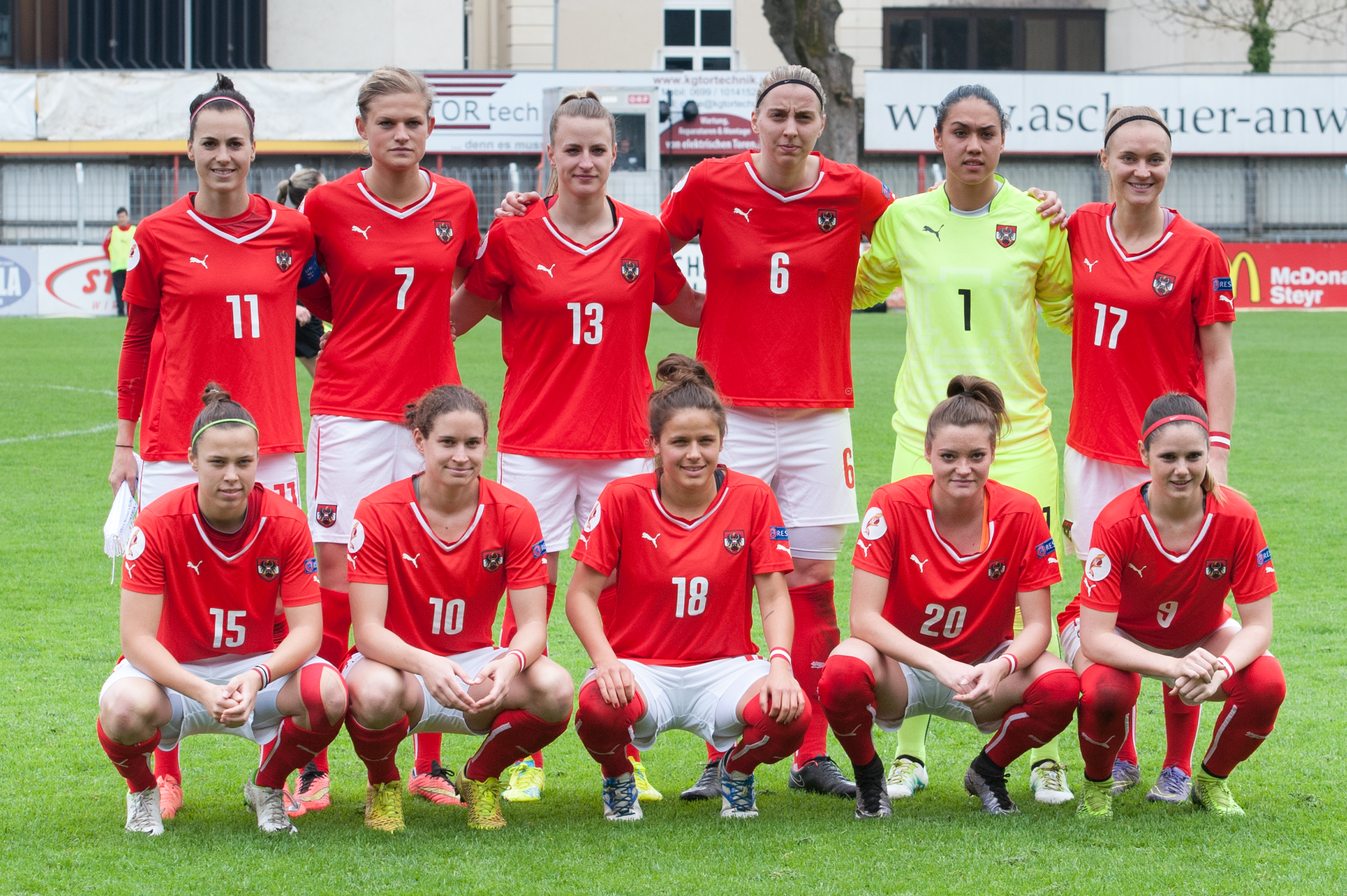
Formazione della nazionale austriaca per la partita del 10 aprile 2016 contro la.

Sebbene l'ÖFB riconosca come ufficiali solo le partite disputate dal 1990 in poi, una selezione nazionale austriaca aveva già disputato alcune partite negli anni settanta e negli anni ottanta. In particolare, il 7 luglio 1970 prese parte alla prima edizione della Coppa del Mondo non ufficiale, organizzata in Italia, perdendo 9-0 a Bari contro il Messico. Nel 1971 giocò la fase di qualificazione alla seconda edizione della Coppa del Mondo non ufficiale, disputatasi in Messico, venendo sconfitta sia dall'Inghilterra che dall'Italia.
Nei primi anni novanta la nazionale austriaca, gestita direttamente dall'ÖFB, disputò solo partite amichevoli, prendendo parte per la prima volta alle qualificazioni al campionato europeo solamente nel 1995. Inserita nel gruppo 7 della Classe B delle qualificazioni, concluse a pari punti con Svizzera e Jugoslavia, ma non avanzò ai play-off per la peggiore differenza reti. Negli anni successivi ha iniziato a partecipare anche alle qualificazioni al campionato mondiale, ottenendo come migliori risultati la seconda posizione nel girone di qualificazione nell'edizioni 2015 e 2019, senza ottenere l'accesso ai play-off non rientrando tra le migliori seconde. Dopo aver mancato l'accesso ai play-off nelle qualificazioni al campionato europeo 2009, vi riuscì nell'edizione 2013. Mancato l'accesso diretto alla fase finale per la peggiore differenza reti rispetto ai Paesi Bassi, l'Austria partecipò ai play-off, dove venne sorteggiata contro la Russia. Dopo aver perso l'andata in casa per 0-2, il pareggio per 1-1 nella gara di ritorno sancì il passaggio delle russe alla fase finale.

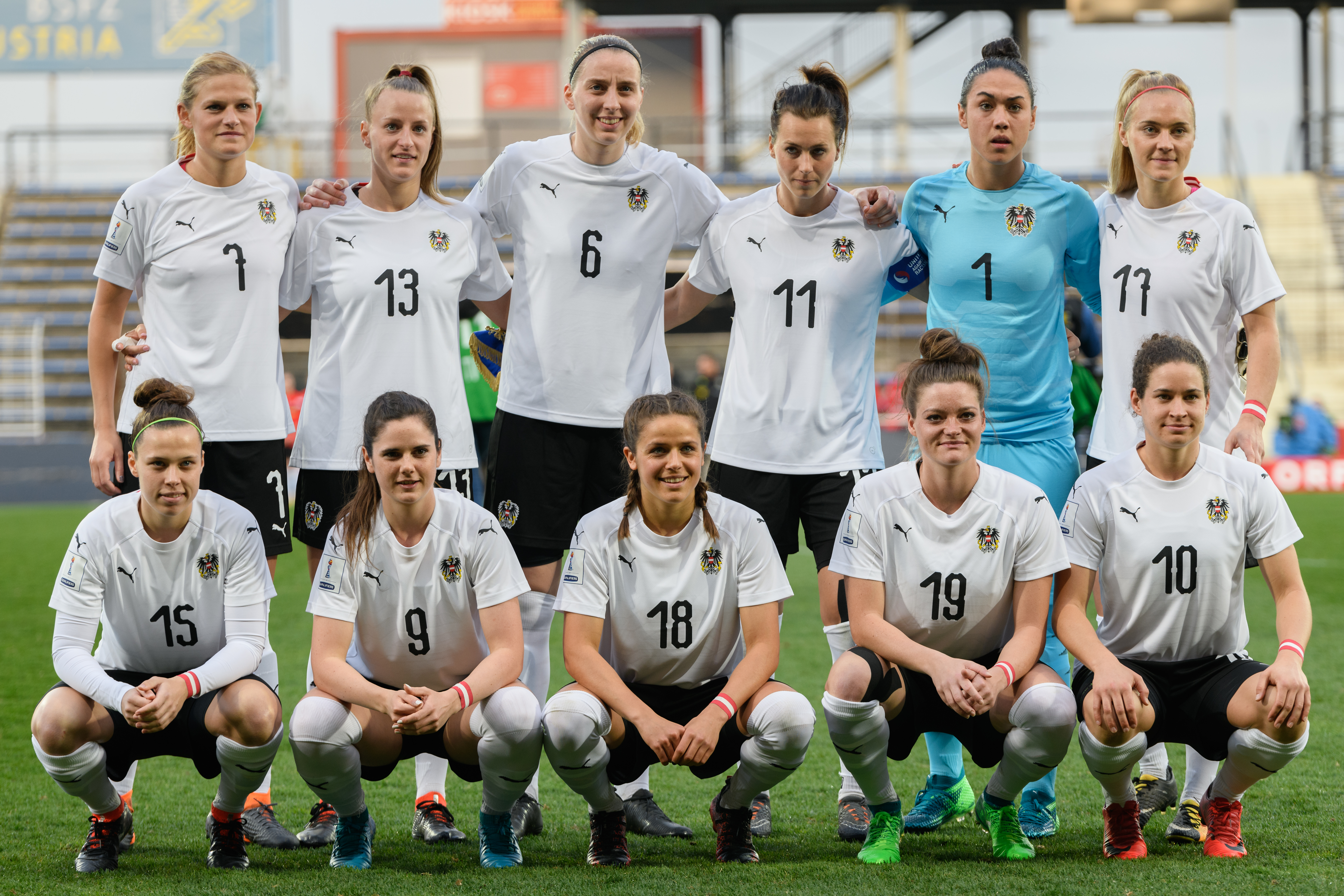
Formazione della nazionale austriaca per la partita del 5 aprile 2018 contro la.

Nel marzo 2016 la nazionale austriaca prese parte per la prima volta alla Cyprus Cup, torneo internazionale a inviti. Dopo aver vinto il proprio girone, vinse la finale per 2-1 contro la Polonia, vincendo il torneo e quindi il primo trofeo internazionale. L'Austria concluse al secondo posto il proprio girone delle qualificazioni al campionato europeo 2017 alle spalle della Norvegia, ottenendo l'accesso diretto alla fase finale come una delle sei migliori seconde, prima volta della nazionale austriaca nella fase finale di un torneo internazionale. Inserita nel girone C, a sorpresa arrivò il primo posto dopo aver battuto Svizzera e Islanda e pareggiato contro la Francia. La sfida dei quarti di finale contro la Spagna arrivò ai tiri di rigore dopo che i tempi regolamentari e supplementari si erano conclusi a reti inviolate; ai rigori le austriache ebbero la meglio sulle spagnole, passando il turno. Anche la semifinale contro la Danimarca, disputata il 3 agosto, giunse ai rigori dopo che la partita era rimasta sullo 0-0 dopo i tempi supplementari; questa volta, però, furono le danesi a prevalere e a raggiungere la finale del torneo.

## Partecipazione ai tornei internazionali
Legenda: Grassetto: Risultato migliore, Corsivo: Mancate partecipazioni

## Palmarès
- Cyprus Cup: 1

2016

## Tutte le rose

### Europei
Campionato d'Europa UEFA 20171 Zinsberger, 2 Georgieva, 3 Naschenweng, 4 Pinther, 5 Maierhofer, 6 Schiechtl, 7 Wenninger, 8 Prohaska, 9 Zadrazil, 10 Burger, 11 Schnaderbeck, 12 Enzinger, 13 Kirchberger, 14 Dunst, 15 Billa, 16 Eder, 17 Puntigam, 18 Feiersinger, 19 Aschauer, 20 Makas, 21 Pfeiler, 22 Klein, 23 Grössinger, CT: Thalhammer
Campionato d'Europa UEFA 20221 Zinsberger, 2 Georgieva, 3 Naschenweng, 4 Degen, 5 Schasching, 6 Schiechtl, 7 Wenninger, 8 Dunst, 9 Zadrazil, 10 Feiersinger, 11 Schnaderbeck, 12 Wienroither, 13 Kirchberger, 14 Höbinger, 15 Billa, 16 Eder, 17 Puntigam, 18 Hickelsberger-Füller, 19 Hanshaw, 20 Makas, 21 Kresche, 22 Enzinger, 23 Pal, CT: Fuhrmann

## Rosa
Lista delle 21 giocatrici convocate dalla selezionatrice Irene Fuhrmann per le amichevoli con Italia e Slovacchia in programma l'11 e il 15 novembre 2022. Presenze e reti al momento delle convocazioni.
|  | P | Isabella Kresche           | 28 novembre 1998 (23 anni)  | 2   | 0  | Sassuolo              |  |  |
|  | P | Jasmin Pal                 | 24 agosto 1996 (26 anni)    | 2   | 0  | Colonia               |  |  |
|  | P | Manuela Zinsberger         | 19 ottobre 1995 (27 anni)   | 86  | 0  | Arsenal               |  |  |
|  |   |                            |                             |     |    |                       |  |  |
|  | D | Celina Degen               | 16 maggio 2001 (21 anni)    | 6   | 1  | Colonia               |  |  |
|  | D | Marina Georgieva           | 13 aprile 1997 (25 anni)    | 20  | 0  | Paris Saint-Germain   |  |  |
|  | D | Verena Hanshaw             | 20 gennaio 1994 (28 anni)   | 92  | 10 | Eintracht Francoforte |  |  |
|  | D | Virginia Kirchberger       | 25 maggio 1993 (29 anni)    | 89  | 2  | Eintracht Francoforte |  |  |
|  | D | Katharina Schiechtl        | 27 febbraio 1993 (29 anni)  | 64  | 9  | Werder Brema          |  |  |
|  | D | Carina Wenninger           | 6 febbraio 1991 (31 anni)   | 123 | 7  | Roma                  |  |  |
|  | D | Laura Wienroither          | 13 gennaio 1999 (23 anni)   | 29  | 1  | Arsenal               |  |  |
|  |   |                            |                             |     |    |                       |  |  |
|  | C | Barbara Dunst              | 25 settembre 1997 (25 anni) | 62  | 10 | Eintracht Francoforte |  |  |
|  | C | Laura Feiersinger          | 5 aprile 1993 (29 anni)     | 99  | 18 | Eintracht Francoforte |  |  |
|  | C | Julia Hickelsberger-Füller | 1º agosto 1999 (23 anni)    | 24  | 5  | Hoffenheim            |  |  |
|  | C | Jennifer Klein             | 11 gennaio 1999 (23 anni)   | 15  | 1  | St. Pölten            |  |  |
|  | C | Katharina Naschenweng      | 16 dicembre 1997 (24 anni)  | 36  | 5  | Hoffenheim            |  |  |
|  | C | Sarah Puntigam             | 13 ottobre 1992 (30 anni)   | 127 | 18 | Colonia               |  |  |
|  | C | Annabel Schasching         | 26 luglio 2002 (20 anni)    | 3   | 1  | Sturm Graz            |  |  |
|  | C | Claudia Wenger             | 5 maggio 2001 (21 anni)     | 0   | 0  | St. Pölten            |  |  |
|  | C | Sarah Zadrazil             | 19 febbraio 1993 (29 anni)  | 103 | 14 | Bayern Monaco         |  |  |
|  |   |                            |                             |     |    |                       |  |  |
|  | A | Nicole Billa               | 5 marzo 1996 (26 anni)      | 86  | 47 | Hoffenheim            |  |  |
|  | A | Lisa Kolb                  | 4 maggio 2001 (21 anni)     | 11  | 1  | Friburgo              |  |  |

## Record individuali
Dati aggiornati al 26 giugno 2022; in grassetto le calciatrici ancora in attività. Sul sito della ÖFB mancano le reti delle calciatrici degli anni novanta.

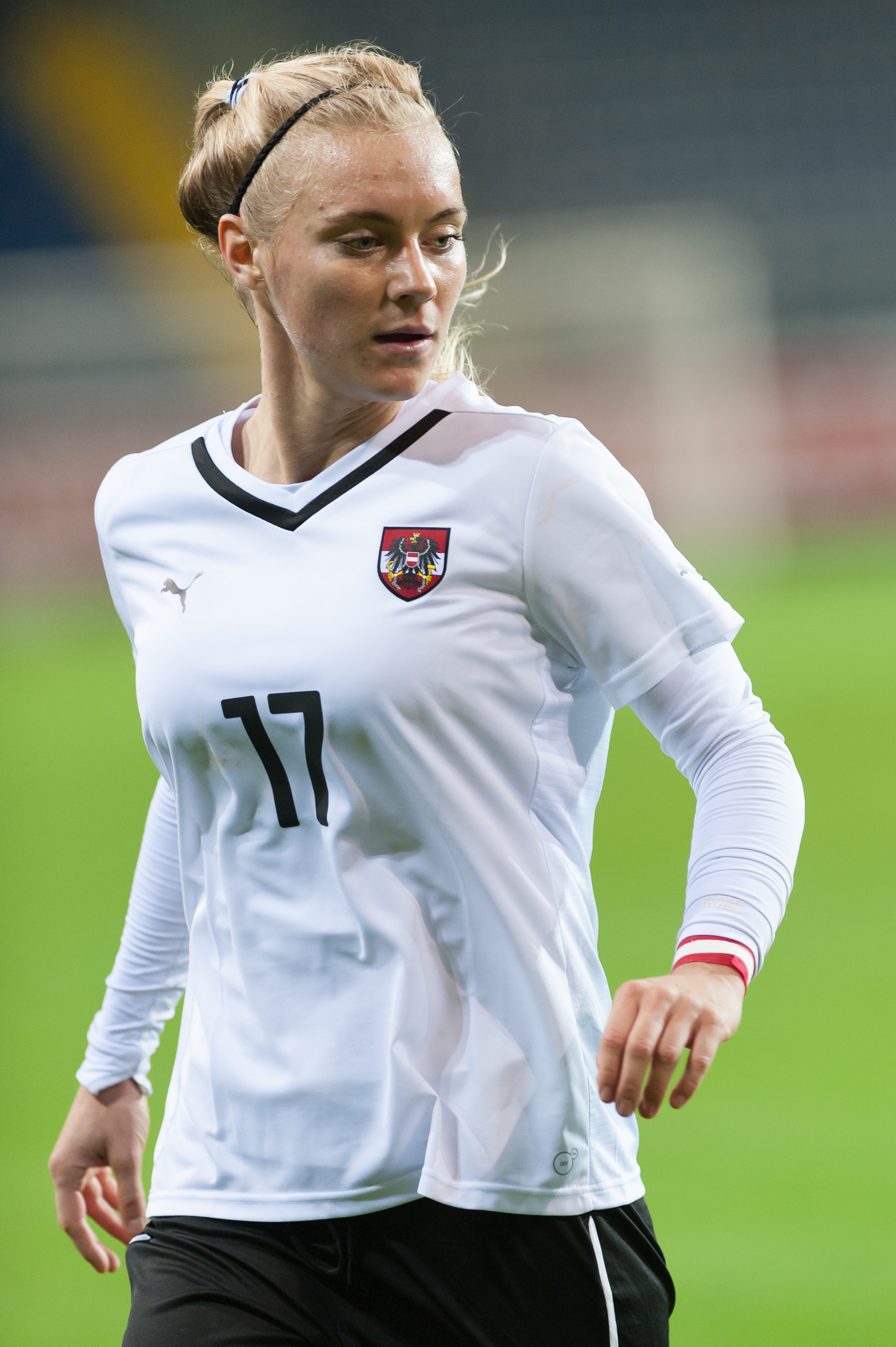
Sarah Puntigam, primatista di presenze con la nazionale austriaca.

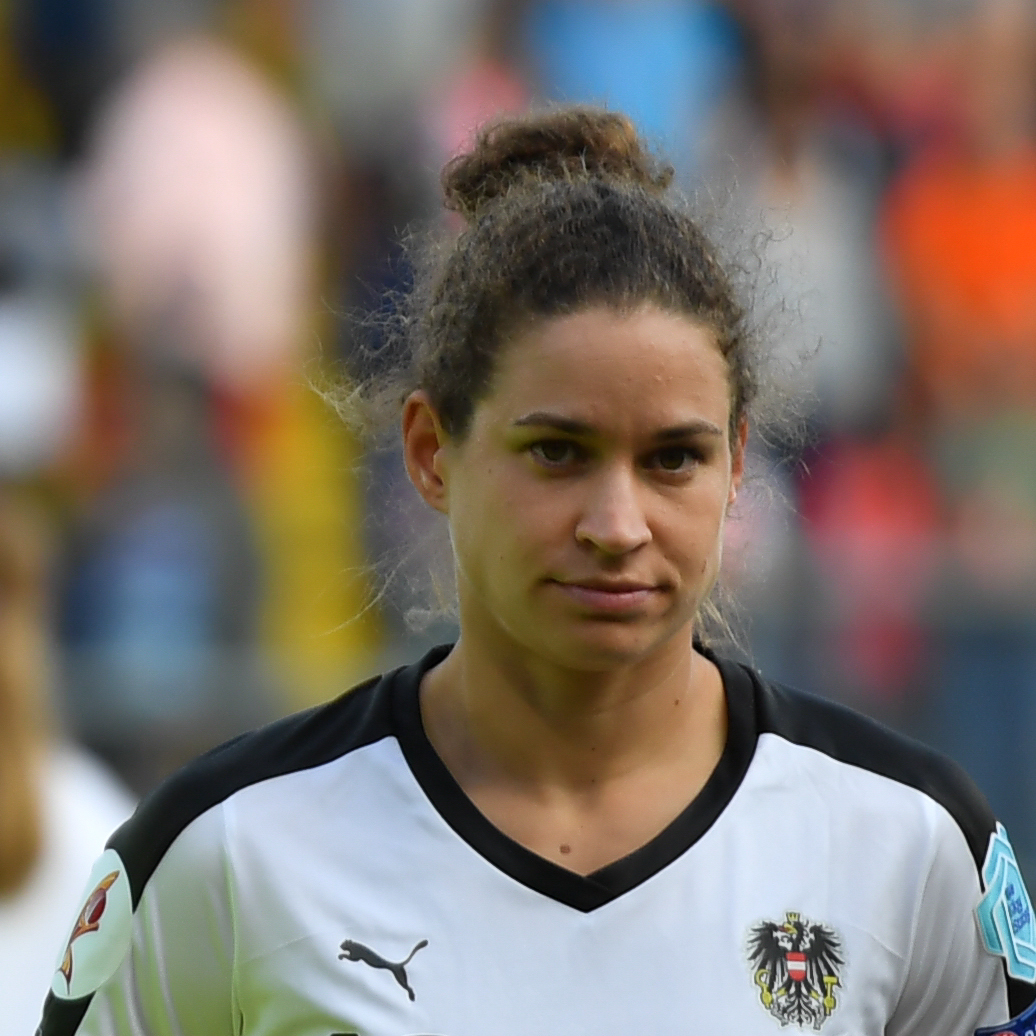
Nina Burger, primatista di reti con la nazionale austriaca.

| #  | Giocatore             | Periodo   | Pres. | Reti |
| -- | --------------------- | --------- | ----- | ---- |
| 1  | Sarah Puntigam        | 2009-     | 120   | 16   |
| 2  | Carina Wenninger      | 2007-     | 116   | 5    |
| 3  | Nina Burger           | 2005-2019 | 110   | 48   |
| 4  | Sarah Zadrazil        | 2010-     | 96    | 13   |
| 5  | Nadine Prohaska       | 2008-2019 | 94    | 7    |
| 6  | Laura Feiersinger     | 2010-     | 92    | 16   |
| 7  | Virginia Kirchberger  | 2010-     | 87    | 2    |
| 8  | Verena Hanshaw        | 2011-     | 85    | 10   |
| 9  | Viktoria Schnaderbeck | 2007-     | 80    | 2    |
| 10 | Nicole Billa          | 2013-     | 79    | 43   |

| #  | Giocatore          | Periodo   | Reti | Pres. | Reti/pr. |
| -- | ------------------ | --------- | ---- | ----- | -------- |
| 1  | Nina Burger        | 2005-2019 | 48   | 110   | 0,44     |
| 2  | Nicole Billa       | 2013-     | 43   | 79    | 0,54     |
| 3  | Gertrud Stallinger | 1990-2005 | 30   | 56    | 0,54     |
| 4  | Lisa Makas         | 2010-     | 19   | 71    | 0,27     |
| 5  | Laura Feiersinger  | 2010-     | 16   | 92    | 0,17     |
| 6  | Sarah Puntigam     | 2009-     | 16   | 120   | 0,13     |
| 7  | Elke Scheubmayr    | 1991-2001 | 13   | 37    | 0,35     |
| 8  | Sarah Zadrazil     | 2010-     | 13   | 96    | 0,14     |
| 9  | Nina Aigner        | 1998-2010 | 11   | 40    | 0,28     |
| 10 | Sonja Spieler      | 1990-2005 | 10   | 62    | 0,16     |